# السمره
السمره (به عربی: السمرة) یک روستا در سوریه است که در حماه واقع شده‌است. السمره ۱٬۰۱۸ نفر جمعیت دارد.